# Europäisches Turnier der Junioren 1959

Logo CEB (ausrichtender Verband)

Die Zweikampf-Europameisterschaft der Junioren 1959, noch unter dem Namen „Europäisches Turnier der Junioren“, war das dritte Turnier in dieser Disziplin des Karambolagebillards und fand vom 3. bis zum 5. April 1959 in Lyon statt.

## Geschichte
Um die Jugend zu fördern wurde vom neu gegründeten Europäischen Billard-Verband CEB das Jugendturnier, das 1957 von der UIFAB eingeführt wurde, weiter ausgerichtet. Es wurde ein Zweikampf mit den Disziplinen Freie Partie und Cadre 47/2 gespielt. Das Turnier hatte aber noch keinen Europameisterschaftsstatus. Zugelassen waren Teilnehmer unter 23 Jahren die an noch keinem internationalen Turnier teilgenommen hatten.
Auf Wunsch des französischen Verbandes wurde das Turnier nur in der Freien Patie ausgetragen.

## Modus
Gespielt wurde das ganze Turnier im Round Robin Modus. Die Partiedistanz betrug 400 Punkte.
1. PP = Partiepunkte
2. MP = Matchpunkte

## Abschlusstabelle
| MP    | Match Points (Sieger = 2; Unentschieden = 1; Verlierer = 0) |
| Pkte. | Erzielte Karambolagen                                       |
| Aufn. | Benötigte Versuche                                          |
| GD    | Generaldurchschnitt                                         |
| BED   | Bester Einzeldurchschnitt eines Spielers                    |
| HS    | Höchstserie                                                 |
|       | Bester GD des Turniers                                      |
|       | Bester ED des Turniers                                      |
|       | Beste HS des Turniers                                       |
|       | 1. Platz (Gold)                                             |
|       | 2. Platz (Silber)                                           |
|       | 3. Platz (Bronze)                                           |

| Endklassement              | Endklassement    | Endklassement | Endklassement | Endklassement | Endklassement | Endklassement | Endklassement |
| Platz                      | Name             | MP            | Pkte.         | Aufn.         | GD            | BED           | HS            |
| -------------------------- | ---------------- | ------------- | ------------- | ------------- | ------------- | ------------- | ------------- |
| 1                          | Léo Corin        | 10:0          | 2000          | 73            | 27,39         | 66,66         | 314           |
| 2                          | Jacobus de Nijs  | 6:4           | 1609          | 152           | 10,58         | 19,04         | 153           |
| 3                          | Henri Hibon      | 6:4           | 1421          | 159           | 8,93          | 10,00         | 196           |
| 4                          | Hans Ritschel    | 5:5           | 1854          | 160           | 11,58         | 22,22         | 174           |
| 5                          | Georges Minet    | 3:7           | 1690          | 147           | 11,49         | 28,57         | 246           |
| 6                          | Alphonse Grethen | 0:10          | 1063          | 157           | 6,77          | -             | 131           |
| Turnierdurchschnitt: 11,36 |                  |               |               |               |               |               |               |